# 中国共产党昆明市委员会
中国共产党昆明市委员会（简称中共昆明市委），是中国共产党在云南省昆明市的领导机关。

## 沿革
1926年11月，成立中国共产党云南特别支部。1927年3月，成立中国共产党云南省特别委员会。1927年3月，成立中国共产党云南省临时委员会。
1928年1月18日，为了在白色恐怖下加强党对昆明地区的领导，中共云南省临时委员会决定成立中共昆明市委员会，指定陈金雯（陈巨秋）任市委书记，领导市区各支部工作。1928年1月22日，陈金雯被捕，改由秦美负责。中共昆明市委改为中共昆明工作会议，1929年春又改为中共昆明委员会，不设固定负责人。1929年9月28日，中央指示取消中共昆明委员会，昆明市的工作由中共云南省临时委员会直接管理。9月30日，秦美在云南火车南站被捕，并于10月4日在昆明南校场被杀害。1930年12月，由于遭人举报，中共云南省临时委员会也遭到完全破坏，主要领导人被捕牺牲。
1935年11月，经中共中央特科同意，成立中共云南临时工作委员会。1937年5月，中共中央北方局南方临时工作委员会指派滇籍党员李群杰回昆明开展工作，建立中共昆明支部。1938年8月，中共云南临时工作委员会和中共昆明支部合并，成立中共云南省特别委员会。1939年1月，成立中共云南省工作委员会。1948年11月，中共中央上海局指示在中共昆明市工作委员会基础上成立中共昆明市委员会。陈盛年、谷景生、马继孔历任书记。1956年6月，中国共产党昆明市第一次代表大会选出中国共产党昆明市第一届委员会。1959年4月，中国共产党昆明市第二次代表大会选出中国共产党昆明市第二届委员会。
1966年文化大革命开始后，造反派提出“炮轰省委、火烧市委”的口号，昆明市党政机关陷入瘫痪。1968年8月31日，成立昆明市革命委员会，取代中国共产党昆明市委员会、昆明市人民代表大会、昆明市人民委员会的一切权力。1969年9月5日，中国共产党昆明市革命委员会核心领导小组成立，兰亦农任组长。同年12月，改称中共昆明市核心小组，执行原中共昆明市委的职能，梁中玉任组长。1971年6月，中国共产党昆明市第三次代表大会召开，选出中国共产党昆明市第三届委员会。1981年6月12日，中国共产党昆明市第四次代表大会召开，选出中国共产党昆明市第四届委员会。

## 职责
根据《中国共产党地方委员会工作条例》，中国共产党地方委员会主要实行政治、思想和组织领导，承担下列职能：
1. 对本地区重大问题作出决策。
2. 通过法定程序使党组织的主张成为地方性法规、地方政府规章或者其他政令。
3. 加强对本地区宣传思想文化工作的领导，牢牢掌握意识形态工作领导权、话语权。
4. 按照干部管理权限任免和管理干部，向地方国家机关、政协组织、人民团体、国有企事业单位等推荐重要干部。
5. 支持和保证人大、政府、政协、法院、检察院、人民团体等依法依章程独立负责、协调一致地开展工作，发挥这些组织中党组的领导核心作用。
6. 加强对本地区群团工作和统一战线工作的领导。
7. 动员、组织所属党组织和广大党员，团结带领群众实现党的目标任务。

## 机构设置
根据《中共云南省委办公厅、云南省人民政府办公厅关于印发〈昆明市机构改革方案〉的通知》（云厅字〔2019〕1号）和《昆明市深化党政机构改革领导小组关于印发〈昆明市深化市级机构改革实施方案〉的通知》（昆改发〔2019〕2号），中国共产党昆明市委员会设置以下工作部门：
- 中共昆明市委办公室
- 中共昆明市委组织部
- 中共昆明市委宣传部
- 中共昆明市委统一战线工作部
- 中共昆明市委政法委员会
- 中共昆明市委社会工作委员会（昆明市社会建设工作办公室）
- 中共昆明市委政策研究室
- 中共昆明市委全面深化改革委员会办公室（设在中共昆明市委政策研究室）
- 中共昆明市委全面依法治市委员会办公室（设在昆明市司法局）
- 中共昆明市委国家安全委员会办公室（设在中共昆明市委政法委员会）
- 中共昆明市委网络安全和信息化委员会办公室（设在中共昆明市委宣传部，加挂昆明市互联网信息办公室牌子）
- 中共昆明市委财经委员会办公室（设在昆明市发展和改革委员会）
- 中共昆明市委外事工作委员会办公室（设在昆明市人民政府外事办公室）
- 中共昆明市委机构编制委员会办公室
- 中共昆明市委审计委员会办公室（设在昆明市审计局）
- 中共昆明市委教育工作领导小组秘书组（设在昆明市教育体育局）
- 中共昆明市委农村工作领导小组办公室（设在昆明市农业农村局）
- 中共昆明市委市直机关工作委员会
- 中共昆明市委保密委员会办公室（昆明市国家保密局）
- 中共昆明市委机要局（昆明市密码工作领导小组办公室）
- 中共昆明市委巡察工作领导小组办公室
- 中共昆明市委老干部局

### 直属事业单位
- 中共昆明市委党校（昆明市行政学院、昆明市社会主义学院、昆明市青年干部学院）
- 昆明报业传媒集团（昆明日报社）
- 中共昆明市委党史研究室

## 历届组成人员
第一届市委
- 任期：1956年6月－1959年3月
- 书记处第一书记：赵增益
- 书记处书记：刘湘屏、于馥亭、张毅

第二届市委
- 任期：1959年3月－1966年5月
- 书记处第一书记：赵增益
- 书记处书记：刘植岩（－1960年）、刘湘屏（－1960年4月）、郭少川、于馥亭（－1964年1月）、张毅（－1962年4月）、吴致中（1961年1月－1963年12月）、黎韦（1961年9月－）、袁靳（1963年12月－）、段惠卿（1963年12月－）、朱作欣（1963年12月－）、肖持久（1965年12月－）

第三届市委
- 任期：1971年6月－1981年6月
- 第一书记：郭少川（1975年6月－1977年4月）、王士超（1977年4月－1979年12月）、李原（1979年12月－）
- 书记：梁中玉（－1973年8月）、黎韦（1973年8月－1975年6月）、王士超（1975年6月－1977年4月）、林山（1977年4月－1977年6月）、何波（1977年12月－）、朱奎（1980年2月－）
- 副书记：张永康（－1973年8月）、郭少川（－1977年4月）、黎韦（－1973年8月）、郭新（－1975年6月）、李天和（1972年5月－1975年6月）、肖持久（1972年5月－1978年11月）、赵英（1973年8月－1980年3月）、张琅基（1973年8月－1977年5月）、王捷三（1975年7月－1977年4月）、李书成（1975年7月－1977年4月）、穆俊昌（1975年7月－1976年10月）、李代昌（1975年12月－1980年9月）、马汉文（1977年5月－）

第四届市委
- 任期：1981年6月－1988年12月
- 第一书记：李原（－1983年8月）
- 书记处书记：何波（－1983年8月）、朱奎（－1983年5月）
- 书记：朱志辉（1983年8月－1985年11月）、王信田（1985年11月－）
- 副书记：马汉文（－1983年8月）、王希三（－1985年12月）、李代昌（－1983年8月）、褚英豪（1983年8月－1984年9月）、陈思雄（1983年8月－）、潘英圣（1985年3月－1988年3月）、戴文忠（1985年3月－）、李师程（1986年－）、王任才（1986年－）

第五届市委
- 任期：1988年12月－
- 书记：王信田（－1989年12月）、王广宪（1990年3月－1993年5月）
- 副书记：王任才、陈思雄（－1989年7月）、李师程

...
第八届市委
- 任期：2003年11月－2006年9月
- 书记：杨崇勇[5]
- 副书记：章振国、杨远翔、王君正（－2005年1月）、李培山（－2006年2月）、田云翔

第九届市委
- 任期：2006年9月－2011年8月
- 书记：杨崇勇[6]（－2007年12月）、仇和（2007年12月－）
- 副书记：王文涛（－2007年6月）、杨远翔

第十届市委
- 任期：2011年8月11日－2016年9月
- 书记：仇和（－2011年12月）、张田欣（2011年12月－2014年7月）、高劲松（2014年8月－2015年4月）、程连元（2015年7月－）
- 副书记：张祖林（－2012年12月）、李邑飞（－2012年12月）

第十一届市委
- 任期：2016年9月10日－2021年9月
- 书记：程连元
- 副书记：王喜良（－2021年1月4日）、刘智（－2020年4月）、杨正晓（2020年6月15日－）、刘佳晨（2021年1月4日－）
- 常委：鲁斌、杨金莹、王宇、保建彬、杨皕、柳文炜、金幼和（－2021年6月11日）、蒋朝忠、刘佳晨（2021年1月4日－）、徐晓梅（2021年6月11日－）、李康平（2021年7月15日－）

第十二届市委
- 任期：2021年9月28日－
- 书记：程连元（－2021年12月1日）、刘洪建（2021年12月1日[7]－）、
- 副书记：刘佳晨（－2025年1月）、刘申寿
- 常委：杨大庆、徐晓梅、夏俊松（－2022年12月）、李康平、张海泉（－2022年5月）、周红斌（－2025年1月、杨东伟（－2023年3月）、孙杰（－2022年12月）、任兴格（2022年5月－）、安恩法（2022年6月－）、普利锋（2022年10月－）、尹凌云（2023年2月－2025年4月）、屈从文（2023年4月－）、戴惠明（2025年4月－）